# جورج مالكوم
جورج مالكوم (بالإنجليزية: George Malcolm)‏ (20 يونيو 1889 في المملكة المتحدة - 1 يناير 1965) هو لاعب كرة قدم بريطاني (وحمل سابقاً جنسية المملكة المتحدة لبريطانيا العظمى وأيرلندا) في مركز الوسط. لعب مع نادي أرسنال ونادي بليموث أرجايل ونادي فولهام ونادي ميدلزبره ودورهام سيتي ‏ ودارلينجتون إف سى.